# Selecció de futbol de Polònia
La Selecció de futbol de Polònia és l'equip representatiu del país en les competicions oficials. La seva organització està a càrrec de l'Associació Polonesa de Futbol (en polonès: Polski Związek Piłki Nożnej), pertanyent a la UEFA.
La selecció polonesa de futbol va tenir una època daurada entre les dècades de 1970 i 1980, quan va arribar fins al tercer lloc en la Copa del Món 1974 i en la de 1982, a més d'una respectable cinquena posició en 1978.
No obstant això, en els últims anys no ha tingut actuacions destacades. Si bé es va classificar a les Copes del Món 2002 i 2006, va tenir una dolenta actuació en ambdues, i no va aconseguir classificar-se per a l'Eurocopa 2004.

## Estadístiques
- Participacions en Copes del Món = 7
- Primera Copa del Món = 1938
- Millor resultat en la Copa del Món = Tercer lloc (1974 i 1982)
- Participacions en Eurocopes = 0
- Primera Eurocopa = Sense participacions
- Millor resultat en l'Eurocopa = Sense participacions
- Participacions olímpiques = 7
- Primers Jocs Olímpics = 1924
- Millor resultat olímpic =  Medalla d'or (1972)
- Primer partit

| Hongria | 1–0 | Polònia |
| ------- | --- | ------- |
|         |     |         |

 Budapest (Hongria)        
- Major victòria

| Polònia | 10–0 | San Marino |
| ------- | ---- | ---------- |
|         |      |            |

 Kielce (Polònia)        
- Major derrota

| Dinamarca | 8–0 | Polònia |
| --------- | --- | ------- |
|           |     |         |

 Copenhaguen (Dinamarca)        

## Participacions en la Copa del Món
Campions      Finalistes      Tercers      Quarts
| Historial a la Copa del Món | Historial a la Copa del Món | Historial a la Copa del Món | Historial a la Copa del Món | Historial a la Copa del Món | Historial a la Copa del Món | Historial a la Copa del Món | Historial a la Copa del Món | Historial a la Copa del Món |
| Edició                      | Ronda                       | Posició                     | PJ                          | PG                          | PE                          | PP                          | GF                          | GC                          |
| --------------------------- | --------------------------- | --------------------------- | --------------------------- | --------------------------- | --------------------------- | --------------------------- | --------------------------- | --------------------------- |
| 1930                        | No hi participà             | No hi participà             | No hi participà             | No hi participà             | No hi participà             | No hi participà             | No hi participà             | No hi participà             |
| 1934                        | No es classificà            | No es classificà            | No es classificà            | No es classificà            | No es classificà            | No es classificà            | No es classificà            | No es classificà            |
| 1938                        | Round 1                     | 11s                         | 1                           | 0                           | 0                           | 1                           | 5                           | 6                           |
| 1950                        | No hi participà             | No hi participà             | No hi participà             | No hi participà             | No hi participà             | No hi participà             | No hi participà             | No hi participà             |
| 1954                        | Es retirà                   | Es retirà                   | Es retirà                   | Es retirà                   | Es retirà                   | Es retirà                   | Es retirà                   | Es retirà                   |
| 1958                        | No es classificà            | No es classificà            | No es classificà            | No es classificà            | No es classificà            | No es classificà            | No es classificà            | No es classificà            |
| 1962                        | No es classificà            | No es classificà            | No es classificà            | No es classificà            | No es classificà            | No es classificà            | No es classificà            | No es classificà            |
| 1966                        | No es classificà            | No es classificà            | No es classificà            | No es classificà            | No es classificà            | No es classificà            | No es classificà            | No es classificà            |
| 1970                        | No es classificà            | No es classificà            | No es classificà            | No es classificà            | No es classificà            | No es classificà            | No es classificà            | No es classificà            |
| 1974                        | Tercer lloc                 | 3s                          | 7                           | 6                           | 0                           | 1                           | 16                          | 5                           |
| 1978                        | Segona fase                 | 5s                          | 6                           | 3                           | 1                           | 2                           | 6                           | 6                           |
| 1982                        | Tercer lloc                 | 3s                          | 7                           | 3                           | 3                           | 1                           | 11                          | 5                           |
| 1986                        | Vuitens de final            | 14s                         | 4                           | 1                           | 1                           | 2                           | 1                           | 7                           |
| 1990                        | No es classificà            | No es classificà            | No es classificà            | No es classificà            | No es classificà            | No es classificà            | No es classificà            | No es classificà            |
| 1994                        | No es classificà            | No es classificà            | No es classificà            | No es classificà            | No es classificà            | No es classificà            | No es classificà            | No es classificà            |
| 1998                        | No es classificà            | No es classificà            | No es classificà            | No es classificà            | No es classificà            | No es classificà            | No es classificà            | No es classificà            |
| 2002                        | Primera fase                | 25s                         | 3                           | 1                           | 0                           | 2                           | 3                           | 7                           |
| 2006                        | Primera fase                | 21s                         | 3                           | 1                           | 0                           | 2                           | 2                           | 4                           |
| 2010                        | No es classificà            | No es classificà            | No es classificà            | No es classificà            | No es classificà            | No es classificà            | No es classificà            | No es classificà            |
| 2014                        | No es classificà            | No es classificà            | No es classificà            | No es classificà            | No es classificà            | No es classificà            | No es classificà            | No es classificà            |
| 2018                        | Primera fase                | 25s                         | 3                           | 1                           | 0                           | 2                           | 2                           | 5                           |
| 2022                        | Vuitens de final            | 15s                         | 4                           | 1                           | 1                           | 2                           | 3                           | 5                           |
| 2026                        | Pendent                     | Pendent                     | Pendent                     | Pendent                     | Pendent                     | Pendent                     | Pendent                     | Pendent                     |
| 2030                        | Pendent                     | Pendent                     | Pendent                     | Pendent                     | Pendent                     | Pendent                     | Pendent                     | Pendent                     |
| 2034                        | Pendent                     | Pendent                     | Pendent                     | Pendent                     | Pendent                     | Pendent                     | Pendent                     | Pendent                     |
| Total                       | Tercer lloc                 | Tercer lloc                 | 38                          | 17                          | 6                           | 15                          | 49                          | 50                          |

## Participacions en l'Eurocopa
- Des de 1960 a 2004 - No es classificà
- 2008 - Primera fase
- 2012 - Primera fase
- 2016 - Quarts de final
- 2020 - Primera fase
- 2024 - Primera fase

## Jugadors històrics
- Zbigniew Boniek
- Lucjan Brychczy
- Gerard Cieślik
- Kazimierz Deyna
- Jan Domarski
- Tomasz Frankowski
- Robert Gadocha
- Jerzy Gorgoń
- Paweł Janas
- Henryk Kasperczak
- Roman Kosecki
- Grzegorz Lato
- Włodzimierz Lubański
- Józef Młynarczyk
- Ernest Pol
- Fryderyk Scherfke
- Włodzimierz Smolarek
- Andrzej Szarmach
- Antoni Szymanowski
- Edward Szymkowiak
- Jan Tomaszewski
- Tomasz Wałdoch
- Dariusz Wdowczyk
- Ernest Wilimowski
- Władysław Żmuda
- Maciej Żurawski